# Johann Nepomuk Hofzinser-Gedächtnisring

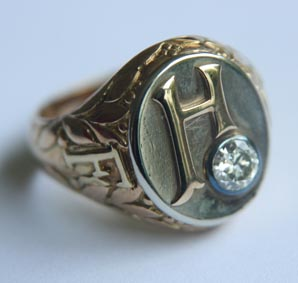
Der Johann Nepomuk Hofzinser-Gedächtnisring

Der Johann Nepomuk Hofzinser-Gedächtnisring (kurz Hofzinser-Ring) ist eine Auszeichnung für Zauberkünstler, die erstmals 1933 verliehen wurde. Er besteht aus einem Fingerring, der ein großes "H" zusammen mit einem kleinen Brillanten zeigt.

## Geschichte und Gründung
1933 stiftete Robert Farchmin in Erinnerung an Johann Nepomuk Hofzinser den Johann Nepomuk Hofzinser-Gedächtnisring, der für jeweils drei Jahre dem Zauberkünstler verliehen werden sollte, der sich um die Zauberkunst besonders verdient gemacht hatte. Entworfen wurde der Ring von Anton Stursa, einem bekannten österreichischen Zauberkünstler und Grafiker. Nach dem Tod des letzten Trägers, Werner Geissler-Werry, wurde im Mai 2009 die Stiftung Johann Nepomuk Hofzinser-Gedächtnisring ins Leben gerufen. Stifterin ist Inge Geissler, Witwe von W. Geissler-Werry, der Stiftungsträger ist der deutsche Zauberkünstler Wittus Witt. Stifterin und Stiftungsträger haben zur Wahl der Preisträger ein Kuratorium bestimmt, das aus dem Stiftungsträger und sechs Mitgliedern besteht.
Seit Mai 2019 gehört zum Stiftungsträger der Schweizer Zauberverband MRS (Magischer Ring der Schweiz).

## Die Träger des Hofzinser-Rings
- 1933 erhielt ihn Ottokar Fischer für die Rettung des Hofzinser-Erbes.
- 1936 ging der Ring an Helmut Schreiber (bekannt als Kalanag), der sich um die Vereinszeitschrift „Magie“ verdient gemacht hatte. 1939 wurde der Ring nicht verliehen, und Schreiber durfte ihn aufbewahren. Durch die Kriegsjahre kam es erst wieder 1948 zu einer Verleihung.
- 1948 wurde Ludwig Hanemann (Punx) der dritte Träger. Punx hatte einen neuen Vorführstil in der Zauberkunst entwickelt. Punx teilte seine Abendvorstellungen in vier Akte und trat in jedem Akt mit einem anderen Charakter auf.
- 1950 wurde der Ring erneut an Punx verliehen, diesmal jedoch auf Lebenszeit. Punx erschien damit als erster und bis heute als einziger deutscher Zauberkünstler auf der Titelseite des Nachrichtenmagazins Der Spiegel.[2]
- Am 13. April 1985, anlässlich einer Gala der Magischen Nordlichter e. V. in Hamburg, wechselte der Hofzinser-Ring zum vierten Mal den Besitzer. Punx überreichte ihn auf der Bühne an Werner Geissler (Werry). Zwar hatte Punx den Ring auf Lebenszeit erhalten, doch damit auch das freie Verfügungsrecht erworben. Für Punx war Werry ein würdiger Nachfolger. Mit der Herausgabe der Fachzeitschrift „Magische Welt“ hatte Werry etwas Einmaliges in der deutschsprachigen Zauberszene geschaffen. Geissler starb am 19. Juni 2000. Seither hat seine Witwe, Inge Geissler, den Ring verwahrt. Mit der Übertragung auf eine von ihr errichtete Stiftung soll die Tradition des Ringes im Sinne von Robert Farchmin sowie früherer Träger fortgeführt werden.
- Am 12. Dezember 2010 wurde der Ring zum ersten Mal nach 25 Jahren neu vergeben. Die Zeremonie fand während des 4. Zauber-Theater-Festivals im Theater an der Ruhr, Mülheim, NRW, statt.[3] Zum ersten Mal seit Ottokar Fischer vor 77 Jahren ist wieder ein Präsident seines Ursprungs, des Magischen Klub Wien, Magic Christian, Träger des Ringes. Magic Christian hat das Leben von Hofzinser neu aufgearbeitet und vier umfangreiche Bände dazu herausgebracht, die in der Edition Volker Huber erschienen sind.
- Am 29. August 2013 wurde der Ring anlässlich der 5. europäischen Zauberhistoriker Konferenz[4] in Hamburg zum ersten Mal in seiner Geschichte an zwei Künstler verliehen: Frascatelli und Tre Face.[5] Die Besonderheit ist nicht nur, dass damit erstmals ein Duo den Ring erhält, sondern auch, dass zum ersten Mal eine Frau damit geehrt wird.
- Obwohl eine Vergabe des Ringes für alle drei Jahre angesetzt war, wurde 2016 kein neuer Träger des Ringes bestimmt. Es wurde jedoch ein neues Gremium zusammengestellt, mit dem die nächste Vergabe für 2017 geplant ist.[6]
- Im Jahr 2017 wurde der Ring an das ehemalige Mitglied des Kuratoriums Markus Zink verliehen.[7][8]
- Im Jahr 2020 wurde der Ring an Jan Logemann, einen in Hamburg tätigen Zauberkünstler verliehen. In der Galerie des Stiftungsträgers Wittus Witt war er jahrelang regelmäßig aufgetreten.[9]
- Im Jahr 2023 wurde der Ring an Stefan Alexander Rautenberg auf Lebenszeit überreicht.

## Das Kuratorium
Das erste Stiftungskuratorium setzte sich aus folgenden Persönlichkeiten zusammen:
- Wittus Witt (Stiftungsträger)
- Denis Behr
- Dietrich Keller (30. März 1944 – 9. April 2013)
- Thomas Otto
- Peter Rawert
- Michael Sondermeyer
- Markus Zink

Stand von 2013:
- Wittus Witt (Stiftungsträger)
- Denis Behr
- Thomas Otto
- Hanno Rhomberg
- Michael Sondermeyer
- Markus Zink

Stand von 2016:
- Roman Ertl
- Frank Gilka
- Christian Rauda
- Michael Sondermeyer
- Christian Theiss
- Wittus Witt